# Adriaen Hanneman
Adriaen Hanneman (vers 1604, La Haye - 1671, La Haye) est un peintre néerlandais du siècle d'or. Il est spécialisé dans la peinture de portraits et est connu pour avoir exécuté les portraits de la cour royale britannique en exil.

## Biographie
Adriaen Hanneman est né vers 1604 à La Haye aux Pays-Bas. Il est issu d'une riche famille patricienne catholique de La Haye. Il étudie la peinture à La Haye sous la direction du peintre portraitiste Jan Antonisz van Ravesteyn. En 1623, il quitte les Pays-Bas et part s'installer au Royaume-Uni, où il vit pendant seize ans. Il rencontre sur place les peintres Antoine van Dyck, Cornelis Janssens van Ceulen, et Daniel Mytens, qui influenceront son œuvre. Il est le protégé de Constantin Huygens qui l'introduit auprès de la cour royale britannique. En 1640, il retourne à La Haye et épouse Maria van Ravesteyn, la fille de son ancien maître. En 1645, il est nommé doyen de la Guilde de Saint-Luc de La Haye. À la suite de dissensions au sein de la guilde, il fait sécession et fonde une nouvelle association de peintres Confrérie Pictura, dont il prend la tête les premières années. En 1666, il reçoit un gobelet d'argent en récompense de ses services à la tête de la confrérie. Après le décès de son épouse, il se marie en secondes noces avec Alida Bezemer en 1669. Comme la plupart des peintres catholiques de cette époque, il fait face à des difficultés financières qui s'accentuent alors que s'approche l'année du désastre, le Rampjaar. Des actes de vente notariés en 1670 témoignent de la pression financière qu'il subit à cette époque. Il décède en 1671 et est inhumé le 11 juillet 1671 à La Haye. Ses tableaux et gravures sont légués à son élève Simon du Parcq. Bien qu'Adriaen soit un homme respectable, il lègue une maigre fortune de 1.000 florins.

## Œuvres
- Portrait d'une dame, Metropolitan Museum of Art, New York.
- Portrait d'une dame, (1653), Musée Pouchkine, Moscou
- Henry, Duc de Gloucester, (vers 1653) National Gallery of Art, Washington D.C.
- Prince Guillaume III[3], (1654), Rijksmuseum, Amsterdam.
- Portrait posthume de Mary I Stuart avec une servante, Mauritshuis Museum, La Haye.
- Portrait de Lady Lucy Percy, Minneapolis Institute of the Arts, Minneapolis.
- William Hamilton, Second Duc d'Hamilton, National Portrait Gallery, Londres.
- Charles II, Prince de Galles, (Copies de l'original perdu), Ashmolean Museum, Oxford, et National Portrait Gallery, Londres.
- Deux garçons et une bulle, The Norton Museum of Art, West Palm Beach, Floride
- La Paix, 1664, Salle de réunion de la Première Chambre des États généraux des Pays-bas, Binnenhof, La Haye

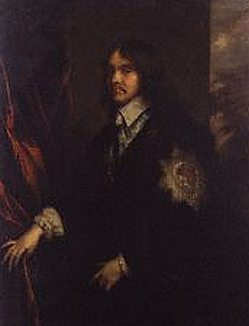
William Hamilton, duc Hamilton (1616-1651) par Adriaen Hanneman, du National Portrait Gallery à Londres
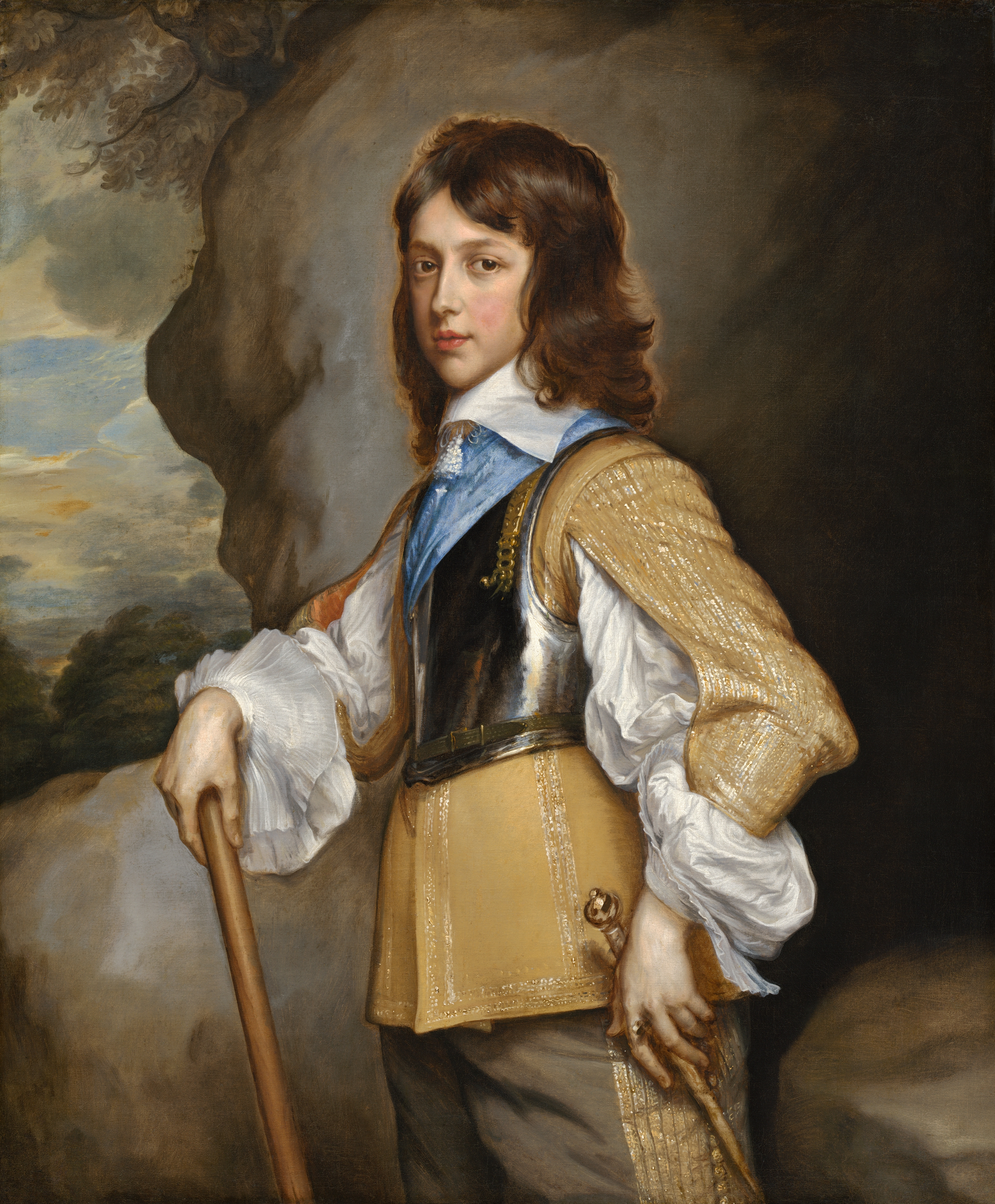
Henry Stuart, Duc de Gloucester (1640-1660), par Adriaen Hanneman, du National Gallery of Art à Washington
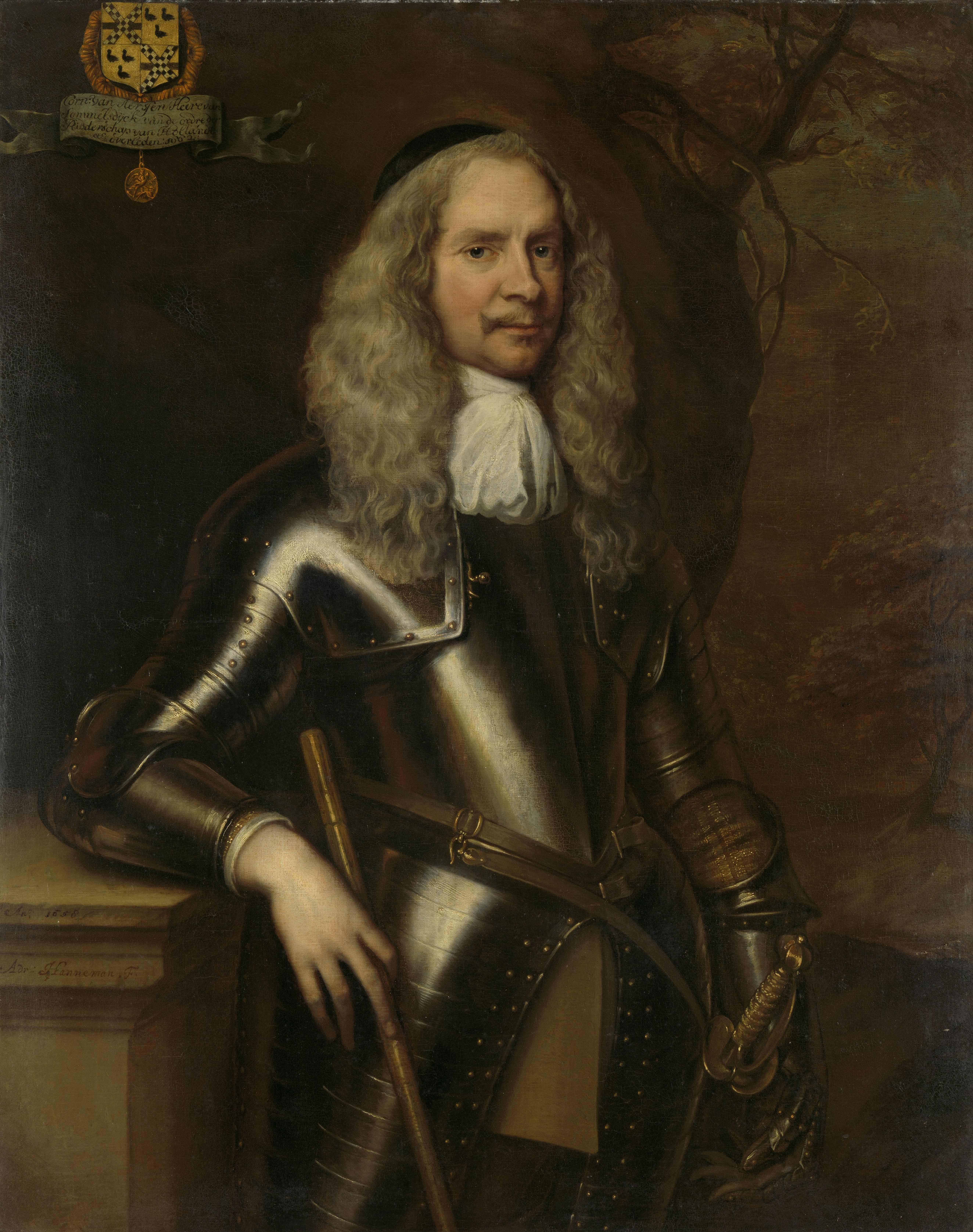
Cornelis van Aerssen van Sommelsdijck[4], par Adriaen Hanneman, du Rijksmuseum, à Amsterdam
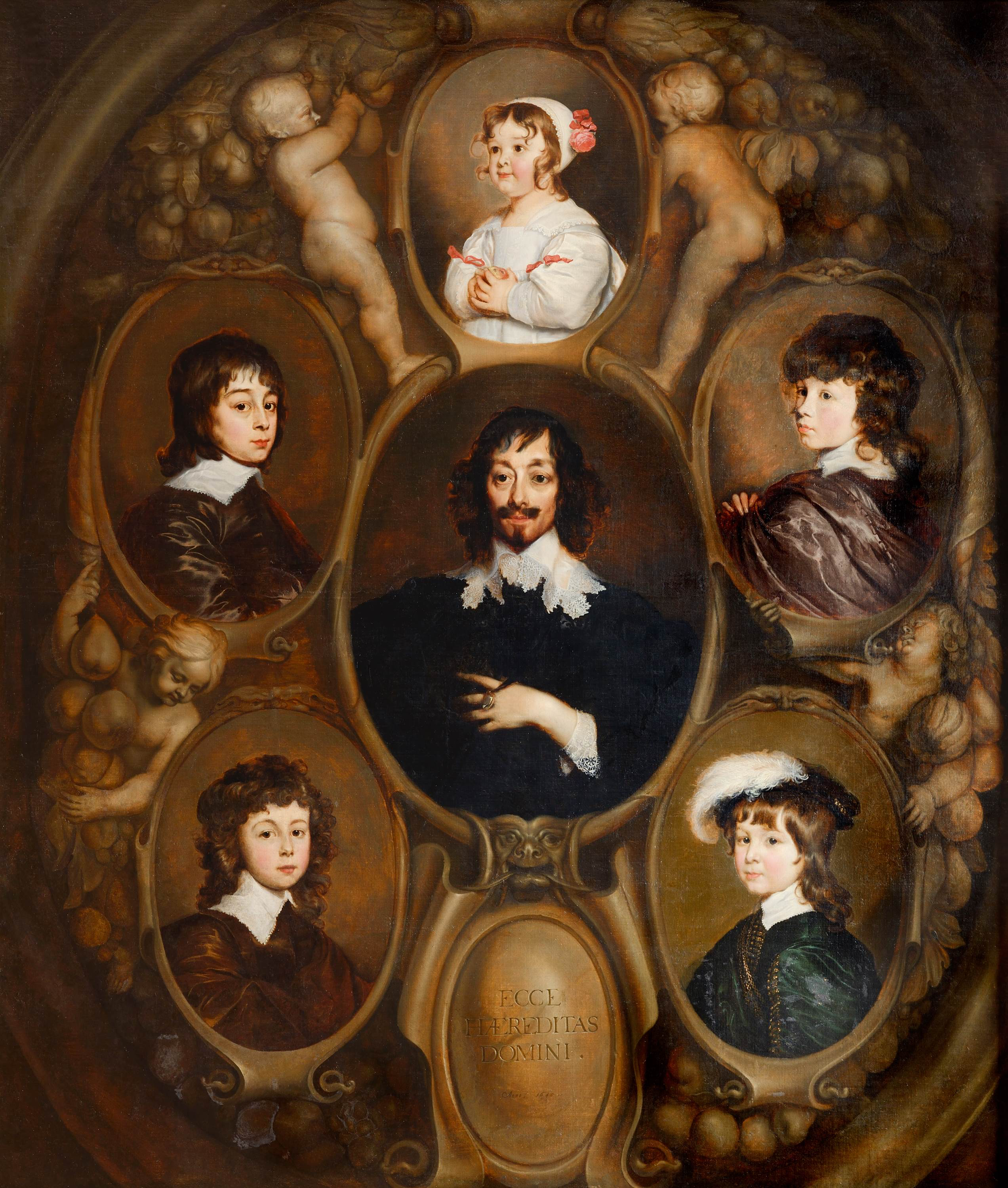
Famille de Constantin Huygens.